# Euchromia fulgens
Euchromia fulgens är en fjärilsart som beskrevs av Percy I. Lathy 1899. Euchromia fulgens ingår i släktet Euchromia och familjen björnspinnare. Inga underarter finns listade i Catalogue of Life.